# Mauri Kunnas
Mauri Tapio Kunnas  (né le 11 février 1950 à Vammala en Finlande) est un graphiste et dessinateur de bandes dessinées finlandais.

## Biographie
En 1969 il obtient son diplôme de l'enseignement secondaire après des études au lycée de Vammala.
En 1975, il obtient un diplôme de graphiste de l'École supérieure Aalto d'art, de design et d'architecture d'Helsinki.
On le connait surtout pour sa production très importante de Littérature d'enfance et de jeunesse avec entre autres :
la série de livres historiques Koiramäki et les livres pour enfants basés sur les œuvres classiques comme le Kalevala ou les Sept frères d'Aleksis Kivi.
Il est aussi connu pour ses bandes dessinées parodiques pour adolescents et adultes comme Nyrok City.
Les BD de cette série parodient la culture Rock des années 60 et 70 et leurs idoles comme les Beatles et les Rolling Stones. Ce sont les rares ouvrages où les personnages sont représentés par des humains.
Ses œuvres sont traduites dans de nombreuses langues  entre autres en : français, anglais, suédois, japonais.
Il a aussi contribué à la revue Donald Duck de Walt Disney.
En 1996 est paru le film Joulupukki ja noitarumpu dont Mauri a écrit le scénario.
De nos jours, Mauri Kunnas habite à Espoo avec sa femme Tarja et leurs trois enfants : Jenna (1983), Noora (1987) et Lauri (1989).
La sœur de Mauri Kunnas  Pirkko Talola-Aaltonen (fi) (née en 1940) est chanteuse d'Opéra.
A Vammala, la maison de Herra Hakkaraisen permet de se familiariser avec les ouvrages de Mauri Kunnas.
La fabrique de boissons gazeuses Laitila prépare des limonade au nom de Herra Hakkarainen.

## Œuvres

### Livres pour enfants
- Suomalainen tonttukirja, Otava, 1979 (ISBN 951-1-19966-8)
- Koiramäen talossa, Otava, 1980 (ISBN 951-1-05857-6)
- Joulupukki, Otava, 1981 (ISBN 951-1-17614-5)
- Koiramäen lapset kaupungissa (1982)
- Suuri urheilukirja (1983)
- Yökirja (1984)
- Hui kauhistus (1985)
- Riku, Roope ja Ringo, kolme kokkia (1986)
- Riku, Roope ja Ringo lentävät kuuhun (1986)
- Riku, Roope ja Ringo televisiossa (1986)
- Riku, Roope ja Ringo, värikäs päivä (1986)
- 12 lahjaa joulupukille (1987)
- Hullunkurinen lintukirja (1987)
- Koiramäen talvi (1988)
- Kaikkien aikojen avaruuskirja (1989)
- Etusivun juttu (1990)
- Vampyyrivaarin tarinoita (1991)
- Koirien Kalevala (1992)
- Hurjan hauska autokirja (1993)
- Apua, merirosvoja! (1994)
- Joulupukki ja noitarumpu (1995)
- Majatalon väki ja kaappikellon kummitukset (1996)
- Kuningas Artturin ritarit (1997)
- Koiramäen joulukirkko (1997)
- Puhveli-Billin lännensirkus (1998)
- Hyvää yötä, herra Hakkarainen (1999)
- Koiramäen Martta ja tiernapojat (2000)
- Herra Hakkaraisen aakkoset (2001)
- Seitsemän koiraveljestä (2002)
- Ujo Elvis - Tassulan tarinoita 1 (2003)
- Onnin paras joululahja - Tassulan tarinoita 2 (2003)
- Herra Hakkaraisen numerot (2004)
- Seitsemän tätiä ja aarre - Tassulan tarinoita 3 (2004)
- Koiramäen Martta ja Ruuneperi (2005)
- Viikingit tulevat! (2006)
- Koiramäen lapset ja näkki (2007)
- Herra Hakkaraisen 7 ihmettä (2008)
- Robin Hood (2009)
- Koiramäen laulukirja (2010)
- Kummallisuuksien käsikirja (2011)
- Seikkailijan laulukirja (2011)
- Tassulan iloinen keittokirja (2012)
- Aarresaari (2012)
- Hullunkurinen kuvasanakirja: suomi–englanti, Helsinki, Otava, 2013 (ISBN 978-951-1-25901-5)
- Hullunkurinen kuvasanakirja: suomi–ruotsi, Helsinki, Otava, 2013 (ISBN 978-951-1-28093-4)
- Herra Hakkarainen harrastaa (2014)

 Série  Koiramäki 
- Koiramäen talossa, Helsinki, Otava, 1980 (ISBN 951-1-05857-6)
- Koiramäen lapset kaupungissa, Helsinki, Otava, 1982 (ISBN 951-1-06995-0)
- Koiramäen talvi, Helsinki, Otava, 1988 (ISBN 951-1-10221-4)
- Koiramäen joulukirkko, Helsinki, Otava, 1997 (uusittu laitos 2007) (ISBN 978-951-1-25598-7)
- Koiramäen Martta ja tiernapojat, Helsinki, Otava, 2000 (ISBN 978-951-1-22375-7)
- Koiramäen Martta ja Ruuneperi, Helsinki, Otava, 2005 (ISBN 951-1-20516-1)
- Koiramäen lapset ja näkki, Helsinki, Otava, 2007 (ISBN 978-951-1-21898-2)
- Katariina  Heilala (ed.) (ill. Mauri Kunnas), Koiramäen laulukirja, Helsinki, Otava, 2010 (ISBN 978-951-1-24063-1)

Collections
- Mauri Kunnaksen Koiramäki (1997, comprend les livres Koiramäen talossa, Koiramäen lapset kaupungissa et Koiramäen talvi)
- Rikun, Roopen ja Ringon seikkailut (1998, comprend les livres Riku, Roope et Ringo)
- Mauri Kunnaksen yötarinoita (1999, comprend les livres Hui kauhistus! et Yökirja)
- Herra Hakkaraisen aakkoset ja numerot (2007, comprend les livres Herra Hakkaraisen aakkoset et Herra Hakkaraisen numerot)

Dans certains livres pour enfants il reprend l'idée du journaliste Markus Rautio (Markus-setä) comme quoi le Père Noël (Joulupukki en finnois) habiterait en Laponie finlandaise sur la Montagne de l'Oreille (Korvatunturi) : en effet, c'est là qu'il peut tout entendre pour savoir qui a été sage et qui ne l'a pas été. Le Père Noël y vit dans un village isolé au flanc de la colline, avec ses lutins et ses rennes.

### Caricatures
- Jauhot suuhun (1978)
- Pelit seis (1981)
- Yhtä juhlaa: Pilakuvia menneiltä vuosilta (2014)

### Albums de Bandes dessinées
- Kotlant Jaarti (1982)
- Nyrok City kokoelma (1984)
- Nyrok City Kollektion 2 (1993)
- Mac Moose ja Jagge Migreenin tapaus (1995)
- The Best & the Wörst of Nyrok City (2000)
- Mauri Kunnaksen varhaisia töherryxiä : sarjakuvia vuosilta 1965–75 (2007)
- Piitles: Tarina erään rockbändin alkutaipaleesta, Helsinki, Otava, 2012 (ISBN 978-951-1-25542-0)

### Autres livres
- Kunnas, Mauri & Sonninen, Lotta, Minä, Mauri Kunnas, Éditions Otava, 2009 ,  (ISBN 978-951-1-23186-8)

## Prix et reconnaissance
- Prix national de littérature, 1981
- Chapeau de Puupää, 1981
- Prix Kaarina Helakisa, 2003, 2015
- Prix de l'information publique, 2013
- Prix littéraire Vittoria Samarelli (Castel Goffredo), 2017(it)[5]